# 斜長岩

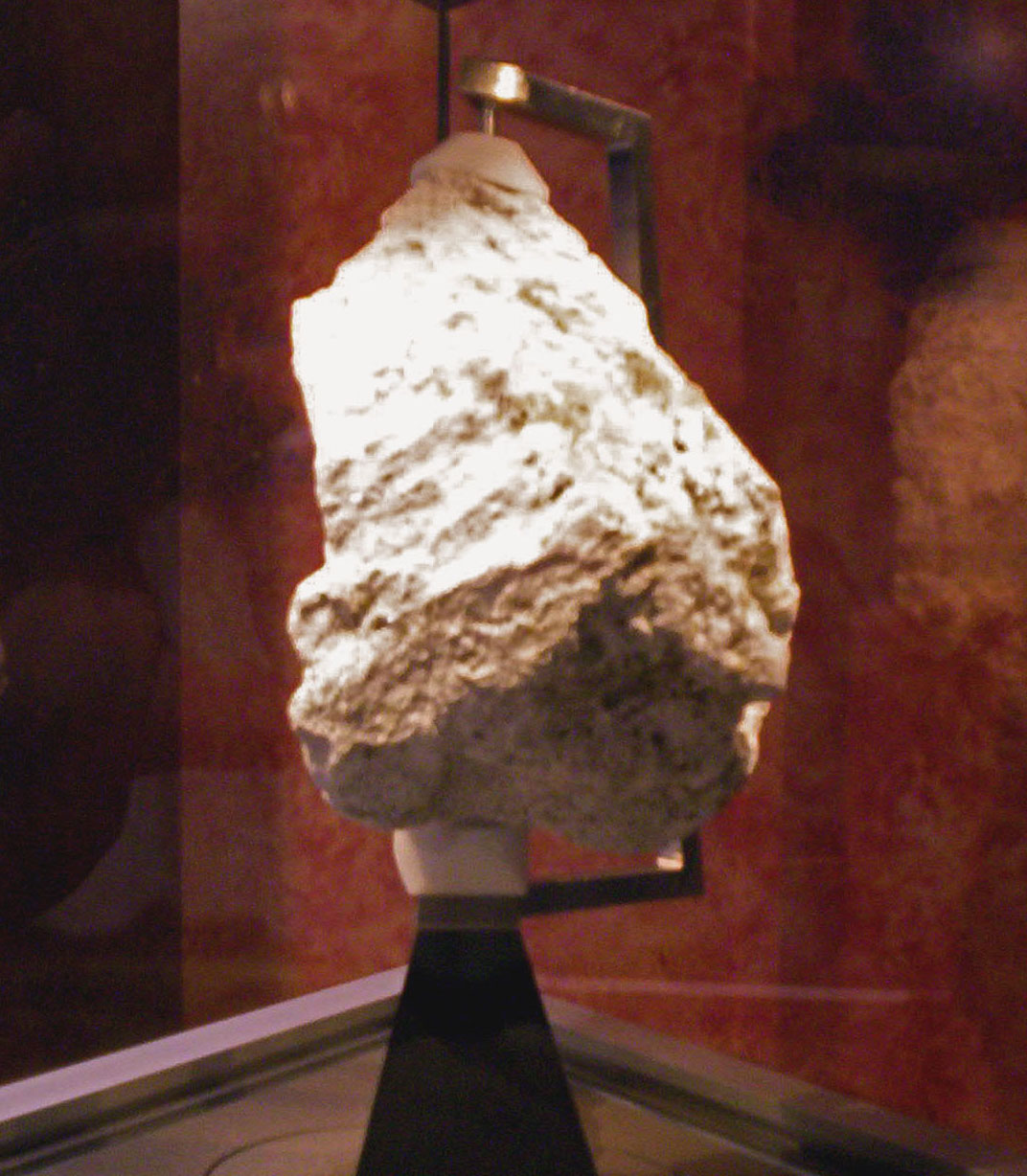
阿波罗16号从月球上取回的斜长岩标本

斜长岩是一种基性深成岩，90%以上的成分是斜长石，此外尚有一些成分为角闪石、辉石和黑云母组成。
斜长岩为灰色，粗粒状结构，有闪光变彩现象。
斜长岩为一种古老的岩石，也是月球表面组成月陆的重要成分，也是一种重要的建筑材料，伴生的矿物有磁铁矿、钛、铜、金红石、刚玉等。